# Teatr Polski w Rydze
Teatr Polski w Rydze – teatr działający w Rydze w latach 1927-1940, wystawiający sztuki w języku polskim. 
Został powołany do życia na wiosnę 1926 roku m.in. dzięki staraniom posła Jarosława Wilpiszewskiego. Jego osnową stała się sekcja teatralna założona przy Towarzystwie Polskim "Oświata" kierowana przez dawnego kierownika teatru rosyjskiego na Łotwie Polaka Władysława Czengerego. 
Pierwsze przedstawienie miało miejsce 22 września 1927 roku. Początkowo teatr korzystał z pomieszczeń Rosyjskiego Teatru Dramatycznego w Rydze przy ul. Merkela 13. W pierwszym roku działalności na jego trupę składało się 31 osób (14 mężczyzn i 17 kobiet). Wystawiona głównie polskich klasyków: Lucjana Rydla, Józefa Ignacego Kraszewskiego, Henryka Sienkiewicza, ale również np. utwory Stanisława Przybyszewskiego czy współczesną literaturę łotewską (np. sztukę R. Blaumanisa W ogniu wystawioną w listopadzie 1928 roku w dziesiątą rocznicę niepodległości Łotwy). 
W sezonie 1929/30 popularność zdobyła sztuka W obronie Częstochowy, z której część dochodów przekazano na budowę Pomnika Wolności w Rydze. 
Aktorzy teatralni pochodzili głównie z Łotwy (w tym znaczna część z Rosyjskiego teatru Dramatycznego), sporadycznie występowali również artyści z RP, m.in. Irena Byrska-Wysocka czy Janina Skrobecka. 
W 1931 roku nad teatrem zebrały się czarne chmury, gdy władze łotewskie zażądały dymisji dyrektora Czengerego (nie posiadał obywatelstwa łotewskiego) oraz zwolnienia kilku aktorów. Obowiązki dyrektora przejęli Piotr Swyłan, B. Krzemieński i Stanisław Siezieniewski. Mimo strat placówka szybko wróciła do normalnego funkcjonowania wystawiając w najbliższym sezonie sztukę według R. Blaumanisa Z ckliwej butelki, a w 1933 roku operetkę Polacy w Ameryce. Dalej finansowana była z kasy miejskiej Rygi oraz subwencji rządowej (dochody z biletów stanowiły mniej niż 50%). 
W 1934 roku na czele teatru stanął Szczepan Baczyński, który zaangażował w jego pracę polską młodzież z ryskiego gimnazjum. W tym samym roku dokonano przenosin placówki do siedziby Domu Polskiego w Rydze znajdującego się przy ul. Jēzus Baznīcas 3. Na deskach teatru wystąpili m.in. Aleksander Zelwerowicz, Zygmunt Nowakowski, ks. Skierkowski. 
W latach 1936–1937 Teatr nie działał, jego ponownego otwarcia dokonano na jesieni 1937 roku w Domu Polskim przy ul. Dzirnavu 46. Dyrektorem został za zgodą rządu łotewskiego Stanisław Ficner-Jarski. 